# Hydromorphus concolor
Hydromorphus concolor är en ormart som beskrevs av Peters 1859. Hydromorphus concolor ingår i släktet Hydromorphus och familjen snokar. Inga underarter finns listade i Catalogue of Life.
Arten förekommer i Centralamerika och norra Sydamerika från Guatemala till Colombia. Honor lägger ägg.